# Estland i olympiska sommarspelen 1936
Estland deltog med 33 deltagare vid de olympiska sommarspelen 1936 i Berlin. Totalt vann de två guldmedaljer, två silvermedaljer och tre bronsmedaljer.

## Medaljer

### Guld
- Kristjan Palusalu  - Brottning, fristil, tungvikt.
- Kristjan Palusalu  - Brottning, grekisk-romersk stil, tungvikt.

### Silver
- August Neo  - Brottning, fristil, lätt tungvikt.
- Nikolai Stepulov  - Boxning, lättvikt.

### Brons
- August Neo  - Brottning, grekisk-romersk stil, lätt tungvikt.
- Arnold Luhaäär  - Tyngdlyftning.
- Voldemar Väli  - Brottning, grekisk-romersk stil, lättvikt.